# Gema Garoa
Gema Garoa (Valle Hermoso, Tamaulipas, México; 14 de febrero de 1990) es una actriz mexicana de televisión conocida por sus variadas participaciones en telenovelas de la empresa Televisa.

## Carrera
Gema inicia su carrera artística en el Centro de Educación Artística de Televisa en donde ahí hizo casting y quedó seleccionada en 2010, para finalmente egresarse en 2013.
Sus primeras apariciones fueron en los unitarios de Como dice el dicho y algunos de La rosa de Guadalupe, interpretando varios roles menores hasta que en 2015 le llega su primer papel debut en la telenovela de José Alberto Castro Pasión y poder el cual se hizo otra tercera versión de esta misma historia, y dando vida a 'Clara Álvarez' así mismo compartiendo escena con Susana González, Jorge Salinas, Marlene Favela y Fernando Colunga entre otros actores más.
En 2016 interpreta a 'Galina Sídorov' siendo una villana en la mini-telenovela de Sin rastro de ti al lado de Adriana Louvier, Danilo Carrera y Ana Layevska, y el cual le dio un poco más de reconocimiento actoral.
Para 2017 obtiene otro papel en la telenovela de Mi adorable maldición, producción de Ignacio Sada Madero y donde interpretó a 'Pilar', siendo la mejor amiga del personaje de Laura Carmine (Mónica) y además compartiendo créditos con Renata Notni y Pablo Lyle los protagonistas.
En 2018 trabajó al lado del productor Roberto Goméz Fernández con la telenovela La jefa del campeón donde interpreta a 'Genoveva Tovar', al lado de Enrique Arrizon, África Zavala y Carlos Ferro.
Por último, obtiene un papel pequeño en la telenovela Cita a ciegas en 2019, y al año siguiente (2020) otro papel recurrente en Como tú no hay 2 dando vida a 'Luna', junto con Adrián Uribe, Claudia Martín y Estefanía Hinojosa como los actores estelares.

## Filmografía

### Televisión
- Fugitivas, en busca de la libertad (2024) ... Carmen Salgado "Perla"
- Eternamente amándonos (2023) ... Imelda Campos Vidal[9]
- Mi tío (2022) ... Mia[10]
- Contigo sí (2021-2022) ... Alma Yazbek[11]
- Como tú no hay 2 (2020) ...  Luna Morales
- Cita a ciegas (2019) ... Cristina
- La jefa del campeón (2018) ... Genoveva 'Beba' Tovar
- Mi adorable maldición (2017) ... Pilar Alarcón
- Sin rastro de ti (2016) ... Galina Sídorov
- Pasión y poder (2015-2016) ... Clara Álvarez
- Como dice el dicho (2014-2016) ... Varios personajes
- La rosa de Guadalupe (2013-2015) ... Varios personajes